# Chatunijja Bahra
Chatunijja Bahra (arab. خاتونية بحرة) – miejscowość w Syrii, w muhafazie Al-Hasaka. W 2004 roku liczyła 1280 mieszkańców.